# Río Ribeira de Iguape
El Ribeira de Iguape es un corto río de São Paulo, en Brasil. Este río forma parte de la cuenca hidrográfica del río Ribeira y el Complejo Estuarino Lagunal de Iguape, Cananéia y Paranaguá, denominado Valle del Ribeira.
- Datos: Q7322298
- Multimedia: Rio Ribeira de Iguape / Q7322298